# Król mimo woli
Król mimo woli (fr. Le Roi malgré lui) – opera komiczna Emmanuela Chabriera z librettem Émile de Najaca i Paula Buraniego. Prapremiera miała miejsce 18 maja 1887 roku w Théâtre national de l'Opéra-Comique. Jest to jedyna opera komiczna tego kompozytora. Dzieło nie odniosło sukcesu.

## Libretto
Henryk III Walezy po przybyciu do Krakowa dowiaduje się o spisku części niechętnej mu szlachty, która planuje nie dopuścić do koronacji nowego króla. Władca, samemu nie chcąc panować w Polsce, przyłącza się incognito do spiskowców, licząc, że spisek się powiedzie i nie będzie on musiał obejmować polskiego tronu. Niestety, wbrew nadziejom Henryka, spisek nie udaje się i musi on zasiąść na tronie.